# West Bergholt
West Bergholt är en by och en civil parish i Colchester distrikt i Essex i England. Orten har 3 294 invånare. Den har en kyrka.